# Aruküla SK
Il Aruküla Spordiklubi è una squadra di pallamano maschile estone con sede a Aruküla.

È stata fondata nel 1996.